# Eophliantidae
Eophliantidae (лат.) — семейство ракообразных из отряда бокоплавов (Hyaloidea, ранее в Talitroidea, Gammarida).

## Описание
Тело субцилиндрическое. Глаза хорошо развиты, круглые или яйцевидные. Кальцеоли антенны 1-2 отсутствуют. Базальный эндит максиллы 1 на верхушке щетинистый. Стернальные жабры отсутствуют; стернальные пузыри отсутствуют; бахромчатые волоски остегитов простые. Гнатопод 1 субхелатный или парахелатный; сходен по размеру с гнатоподом 2. Гнатопод 2 субхелатный или парахелатный; различается у самцов и самок (половой диморфизм); карпус не выдаётся по заднему краю проподуса, выступает между мерусом и проподусом. Переоподы 3-4 не имеют полового диморфизма. Переопод 4 без задневентрального лепестка. Переопод 5 короче, чем переопод 6; тазик с крупной передневентральной лопастью. Переопод 7 длиннее переопода 5. Плеониты 1-3 без дорсальных килей. Уросомиты 1-3 свободные или 1 свободный, 2-3 сросшиеся; без тонких или крупных дорсальных волосков. Уросомит 1 без крупной дистовентральной крупной щетинки. Уросомит 2 без дорсальных волосков. Уропод 1 без базофациальных крупных волосков. Уропод 3 не имеет полового диморфизма; рами отсутствуют. Тельсон глубоко расщеплён или цельный; дорсальные и латеральные крупные волоски отсутствуют; апикальные крупные волоски отсутствуют.
Эофлянтиды всегда встречаются вместе с водорослями, а их цилиндрическая форма тела позволяет предположить, что они зарываются в водоросли и, вероятно, питаются ими.

## Распространение
Морские обитатели литорали из холодных и умеренных вод Южного полушария.

## Классификация
Включает 6 родов и около 20 видов. Семейство впервые выделено в 1936 году как подсемейство Eophliantinae в составе семейства Phliantidae. Включено в состав Hyaloidea. До 2019 года семейство включалось в Talitroidea.
- Bircenna Chilton, 1884[5][9]
- Ceinina Stephensen, 1933[10]
- Cylindryllioides Nichols, 1938
- Eophliantis Sheard, 1936
- Lignophliantis J. L. Barnard, 1969[11]
- Wandelia Chevreux, 1906[12]